# Renate Skoda-Türk
Renate Skoda-Türk (* 16. Februar 1952 in Wien) ist eine österreichische HNO-Ärztin und Universitätsprofessorin. Seit September 1988 ist sie Leiterin der HNO-Abteilung im Sozialmedizinischen Zentrum Ost – Donauspital.

## Leben
Renate Türk maturierte 1970 und absolvierte anschließend ein Medizinstudium an der Medizinischen Fakultät der Universität Wien, wo sie 1975 promovierte. In der Folge machte sie eine Facharztausbildung an der I. HNO-Universitätsklinik in Wien und 1982 erfolgte die Ernennung zum Facharzt für Hals-, Nasen- und Ohrenerkrankungen sowie die Ernennung zur Oberärztin.
Von 1981 bis 1987 war sie bettenführende Oberärztin, von 1987 bis 1990 leitende Oberärztin des Operationstrakts und von 1990 bis 1992 hatte sie die Leitung der audiologischen Abteilung über. 1987 erfolgte ihre Habilitation. Internationale Studienaufenthalte folgten in Deutschland, Schweiz, Dänemark und den USA. 1988 wurde sie zur designierten Leiterin der HNO-Abteilung im Donauspital ernannt, seit 1992 ist sie Primaria im Sozialmedizinisches Zentrum Ost – Donauspital und 1993 erfolgte die Ernennung zur Außerordentlichen Universitätsprofessorin.
1989 absolvierte sie einen Abschluss als akademische Krankenhausmanagerin. 1997 folgte die Ausbildung zur Qualitätsmanagerin im Gesundheitswesen und zum Quality Systems Manager. 2003 erhielt sie den Master of Advanced Studies für Gesundheitsmanagement. Darüber hinaus hat sie ein Ärztekammerdiplom in Manual- und Neuraltherapie und eine Ausbildung in Osteopathie, Akupunktur und Traditioneller chinesischer Medizin.
Ihre wissenschaftliche Schwerpunkte sind Ohrchirurgie, Speicheldrüsenchirurgie, Halschirurgie, endoskopische Nasennebenhöhlenchirurgie, Hörstörungen bei Kindern und Erwachsenen, Audiologie, Hörgeräteversorgung sowie Ganzheitliche Diagnostik und Therapie. Sie publizierte über 100 wissenschaftliche Arbeiten in internationalen Fachzeitschriften und sie ist Mitglied in internationalen audiologischen Arbeitsgruppen und Kommissionen und hat Lehrtätigkeiten an in- und ausländischen Universitäten, Akademien und Fachhochschulen.